# Sirpa
Sirpa ist ein weiblicher Vorname.

## Herkunft und Bedeutung
Der Name ist abgeleitet vom finnischen sirpale (kleines Stück, Fragment).

## Bekannte Namensträgerinnen
- Sirpa Kukkonen (* 1958), finnische Ski-Orientierungsläuferin
- Sirpa Lane (1952–1999), finnische Schauspielerin
- Sirpa Pietikäinen (* 1959), finnische Politikerin